# Johan Snoek
Johannes Martinus (Johan) Snoek (Gorinchem, 25 mei 1920 - Rotterdam, 31 augustus 2012) was een Nederlandse predikant, en verzetsstrijder in de Tweede Wereldoorlog. Hij gaf leiding aan de Landelijke Organisatie voor Hulp aan Onderduikers in Renkum. Als predikant was hij erg betrokken bij het Israëlisch-Palestijns conflict

## Levensloop

### Vroege jaren
Snoek werd geboren als het tweede kind van Govert Snoek en Maria de Nooij. Zijn vader overleed toen hij bijna drie jaar oud was. Het gezin Snoek verhuisde naar Renkum, waar Maria Snoek-de Nooij haar eigen textielwinkel opende. De familie van zijn moeder woonde in het nabijgelegen Ede en Bennekom. De kinderen Snoek werkten mee in het bedrijf.

### Tweede Wereldoorlog

#### Ongeorganiseerd verzet
Na de uitbraak van de Tweede Wereldoorlog raakten de leden van het gezin langzaamaan betrokken bij het verzet. In eerste instantie ging het om kleine, ongeorganiseerde handelingen. Zo stal Johan Snoek met zijn broer Wim en zus Rie een van de kerkklokken van de Renkumse kerk, die klaar stond voor transport naar Duitsland. Toen er werd gedreigd met represaillemaatregelen lieten zij de klok weer achter op de plek vanwaar ze hem hadden meegenomen. Twee pogingen om een dorsmachine in brand te steken mislukten. De eerste keer vergat Wim Snoek de lucifers, de tweede keer kregen de broers ruzie met elkaar. Een poging om een partij hout bestemd voor de bezetter in brand te steken slaagde wel.
Met het familiebedrijf ging het intussen voor de wind. Er werd in grote partijen ingekocht en door de steeds verder stijgende prijzen waren er aanzienlijke winsten. Ook werd er veel gebruik gemaakt van ruilhandel. De winst investeerden zij onder andere in de aankoop van een aantal panden. Wim Snoek omschreef het later als volgt: "Achteraf bezien was het bizar: aan de ene kant liepen we ons het vuur uit de sloffen, om de zaak goed te laten draaien en probeerden we geld te verdienen op een creatieve manier die, ethisch bezien, toch wel aanvechtbare aspecten had. Aan de andere kant waren we bereid, om aanzienlijke risico's te nemen bij acties tegen de Duitsers en bij het helpen van de vervolgde medemens".

#### Landelijke Organisatie voor Hulp aan Onderduikers
Naarmate de oorlog vorderde begon het verzet zich steeds beter te organiseren. Het gezin-Snoek kreeg tijdelijk een jonge Joodse onderduiker in huis, maar zij moest na een aantal weken weer worden overgeplaatst, omdat zij de aandacht trok van de buren. Tijdens de April-meistakingen in 1943 zorgden de broers Snoek ervoor dat de meeste winkeliers in Renkum hun deuren sloten.
Via hun oom Ko de Nooij uit Ede werden de broers op 26 mei 1943 uitgenodigd voor een vergadering waar Frits Slomp, alias Frits de Zwerver, aanwezig was. Slomp was de grote man achter de Landelijke Organisatie voor Hulp aan Onderduikers. Tijdens de vergadering kwam het tot de oprichting van een lokale LO-afdeling. Johan Snoek kreeg de leiding in Renkum. Broer Wim was niet betrokken, want hij moest rond diezelfde tijd onderduiken omdat zijn jaargang werd opgeroepen voor tewerkstelling in Duitsland. Hij dook onder in de Betuwe, maar kreeg toen het verzoek om assistent-districtleider te worden van de LO in zijn geboorteplaats Gorinchem. In oktober 1943 werd hij gegrepen en bracht de rest van de oorlog in gevangenschap in Duitsland door.
Johan Snoek nam een aantal kandidaat-medewerkers mee naar een tweede bijeenkomst waar Evert Boven, de provinciaal leider van de LO, sprak. De reacties waren sceptisch, maar toch ontstond er een lokale LO-afdeling. Snoek vergaderde wekelijks met Piet Verburg en Frans van der Have uit Wageningen en Theo Geurtsen uit Heelsum. Aanvankelijk was het lastig voor de groep om voldoende onderduikplaatsen te vinden. Dat veranderde toen de predikant Bernard Smeenk in juni 1943 aantrad in de plaatselijke gereformeerde kerk. Deze was zeer anti-Duits in zijn preken.
Snoek sliep regelmatig bij de buren vanwege het gevaar van een mogelijke inval bij hem thuis. Bij de buren, de familie-Klaassen, was ook een joods meisje ondergebracht. Begin juli 1944 vond er een inval plaats waarbij Snoek in het been geschoten werd toen hij probeerde te vluchten. De Duitsers kwamen voor het joodse meisje. Zij werd meegenomen, maar overleefde de oorlog. Snoek wist de Duitsers wijs te maken dat zijn moeder ziek was en het rustiger voor haar was als hij niet thuis verbleef. Bij een oppervlakkige huiszoeking zagen zij belastend materiaal over het hoofd.

#### Slag om Arnhem
Op 17 september 1944 landde als onderdeel van Operatie Market Garden op de hei bij Renkum parachutisten van de Britse 1e Luchtlandingsdivisie. De Binnenlandse Strijdkrachten zette hun hoofdkwartier op in Hotel Rijnzicht. Van de Britten kregen ze te horen dat zij niet zouden blijven, maar verder trekken naar Arnhem. Daarop werd snel alles ontruimd. In het verloop van de Slag om Arnhem werden de Britten verschillende keren ingelicht over de Duitse troepenbewegingen in en rondom Renkum. Op 21 september pikte Snoek tussen Renkum en Wageningen-Hoog een Nieuw-Zeelandse piloot op die afkomstig was uit een neergestort vliegtuig. Deze werd uiteindelijk veilig de Rijn over gezet.

#### Evacué in Ede
Na de Slag om Arnhem werd Renkum in opdracht van de Duitsers geëvacueerd. Het gezin-Snoek vond onderdak bij drie zussen van moeder-Snoek aan de Torenstraat in Ede. Daar werd ook de brigadegeneraal John Hackett ondergebracht die tijdens de Slag om Arnhem ernstig gewond was geraakt. Door het verzet was hij uit het Elisabeths Gasthuis in Arnhem gesmokkeld. Hackett kreeg een vals Nederlands persoonsbewijs op naam van Johan van Dalen en voorzien van een speldje voor slechthorenden. Hij wist met hulp van Snoek in februari 1945 na een avontuurlijke fietstocht door bezet Nederland, via de Biesbosch, het bevrijde deel van Nederland te bereiken.

#### Gevangen
Snoek werd actief als koerier binnen het Edese verzet. Op 19 februari 1945 werd hij nabij Lunteren gecontroleerd door de Landwacht. Zij vonden bij hem een papiertje met een fiscaal plan voor het Nederland na de oorlog. Op zich ging het niet om belangrijke informatie, maar wel iets waar men via Radio Oranje weet van kon hebben. Snoek werd overgebracht naar De Wormshoef, het regionale hoofdkwartier van de Sicherheitsdienst. Hij werd ondervraagd door Ries Jansen die eerder zijn broer Wim had gearresteerd De SD kwam weinig te weten, waarop Snoek gedwongen te werk werd gesteld in Wageningen en Renkum. Na een paar weken ontsnapte hij en bracht de rest van de oorlog in Ede door.
Het huis van de familie-Snoek was helemaal afgebrand, maar ze kregen een nieuwe woning toegewezen: Kerkstraat 31. Van daaruit maakte de textielwinkel een doorstart. Na de oorlog was Snoek lid van de zuiveringscommissie in Renkum, maar zegde zijn lidmaatschap op nadat Jenze Jan Talsma terugkeerde als burgemeester van de gemeente Renkum. Talsma had volgens Snoek te veel met de Duitsers meegewerkt om te mogen terugkeren.

### Predikant
Snoek was langzaam vervreemd geraakt van het christelijk geloof, maar was toch geïnspireerd door het verzetswerk van bijvoorbeeld zijn predikant Smeenk. In de winter van 1944/45 maakte hij een geloofsvernieuwing door. Hij was na de oorlog betrokken bij Jeugd & Evangelie. In 1949 ging hij theologie studeren aan de Vrije Universiteit in Amsterdam. In 1953 nam hij een beroep aan van de kerk in het Groningse Woldendorp waar hij tot 1957 op de kansel stond. Tussendoor was hij ook nog een jaar legerpredikant.
In 1958 vertrok Snoek met vrouw en twee jonge kinderen naar Israël, waar hij predikant werd in de Schotse kerk in Tiberias. In 1969 keerde het gezin Snoek terug naar Nederland, waar hij tijdens een verlofjaar inviel als predikant in de gereformeerde kerk in Wormerveer. In 1970 vertrok Snoek naar het Zwitserse Genève waar hij stafmedewerker van de Israëldesk werd bij de Wereldraad van Kerken. Na de Jom Kippoeroorlog in 1973 reisde hij naar de Syrische hoofdstad Damascus, waar hij contact had met twee Israëlische piloten die boven vijandelijk gebied waren neergeschoten. Snoek gaf hun gegevens door aan de Israëlische regering. In 2010 was er een verrassend weerzien met een piloot op de Israëlische televisie via het programma Avoudim (te vergelijken met het KRO-programma Spoorloos)
Snoek keerde in 1974 definitief terug naar Nederland waar hij een beroep aannam van de gereformeerde kerk in Oostvoorne. Aan het begin van de jaren tachtig tot aan zijn pensioen in 1986 was hij predikant bij twee verpleegtehuizen in Rotterdam. Terug in Nederland begon Snoek zich hard te maken voor het lot van de Palestijnen. Tijdens zijn periode in Israël had hij daar nog weinig oog voor gehad. Snoek was er van overtuigd geraakt dat een akkoord tussen de PLO en Israël de enige mogelijkheid was het conflict in Israël op te lossen. Snoek schreef veel artikelen en hield regelmatig spreekbeurten over de kwestie. Ook vroeg hij aandacht voor het lot van de Israëlische atoomgeleerde Mordechai Vanunu, die in 1985 naar buiten bracht dat zijn land over een atoombom beschikte.

## Persoonlijk
Snoek was getrouwd met Corry Dijkstra. Samen hadden zij vijf kinderen, waarvan er een in de voetsporen van zijn vader trad en diverse publicaties op zijn naam heeft staan.